# Clinton (Illinois)
Clinton ist eine Kleinstadt und Verwaltungssitz des DeWitt County im Zentrum des US-amerikanischen Bundesstaates Illinois. Das U.S. Census Bureau hat bei der Volkszählung 2020 eine Einwohnerzahl von 7.004 ermittelt.
Clinton ist nach DeWitt Clinton, dem ehemaligen Gouverneur (1817–1823) von New York, benannt.
Rund 14 km östlich der Stadt befindet sich das Kernkraftwerk Clinton.

## Geografie

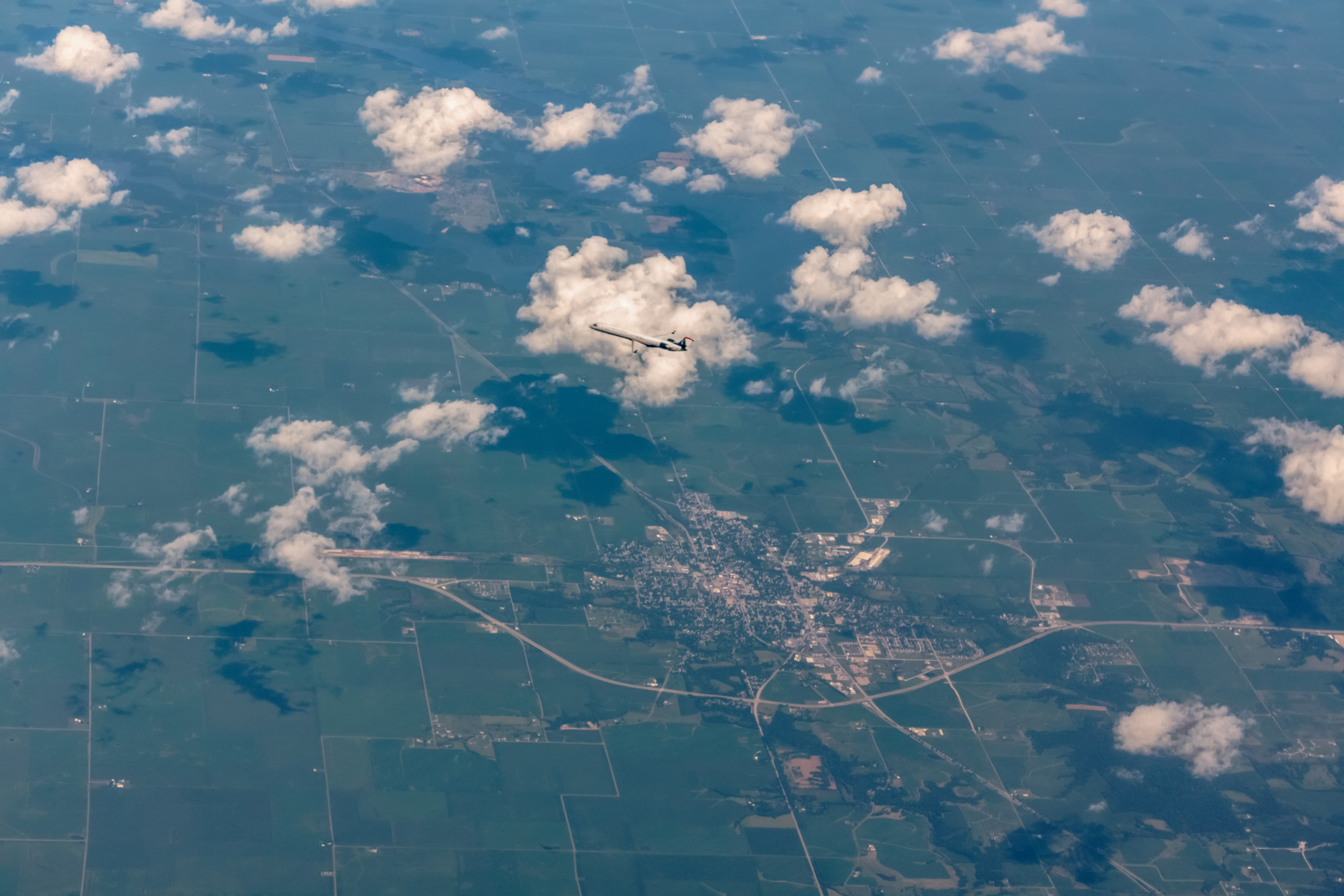
Clinton, Illinois (2015)

Clinton liegt auf 40°09'08" nördlicher Breite und 88°57'33" westlicher Länge. Die Stadt erstreckt sich über 6,7 km², die ausschließlich aus Landfläche bestehen.
Durch Clinton verläuft in Nord-Süd-Richtung der U.S. Highway 51, der sich im Zentrum der Stadt mit der Illinois State Route 10 und der Illinois State Route 54 kreuzt.
Durch Clinton verlaufen zwei Eisenbahnlinien.
Die nächsten Städte sind das 35,4 km westliche Lincoln, das 37,9 km nördliche Bloomington, das 64,3 km östliche Champaign und das 35,3 km südliche Decatur.
Von Clinton sind es über Illinois’ 76,7 km entfernte Hauptstadt Springfield in südwestlicher Richtung 236 km nach St. Louis in Missouri, nach Chicago sind es in nordnordöstlicher Richtung 260 km, die Quad Cities liegen 262 km im Nordwesten und Indianas Hauptstadt Indianapolis befindet sich 261 km im Osten.

## Geschichte
Clinton wurde 1835 von Jesse Fell, einem Geschäftsmann aus Bloomington (Illinois) und dem Abgeordneten der Illinois General Assembly, James Allan, gegründet. Sie waren auf einer Geschäftsreise von Bloomington nach Decatur und machten auf halbem Weg eine Pause. Die Stelle erschien ihnen ideal für die Anlage einer neuen Siedlung, zumal noch niemand die Gegend bewohnte. Die Siedlung erhielt zu Ehren des ehemaligen New Yorker Gouverneurs DeWitt Clinton den Namen Clinton.
1858 hielt Abraham Lincoln in Clinton eine Rede. Daraus ist folgendes Zitat überliefert:
You can fool all of the people some of the time and some of the people all of the time, but you cannot fool all of the people all of the time.
Man kann alle Leute eine Zeitlang täuschen, einige sogar immer. Aber man kann nicht alle Leute dauerhaft täuschen.

## Demografische Daten
Bei der Volkszählung im Jahre 2000 wurde eine Einwohnerzahl von 7485 ermittelt. Diese verteilten sich auf 3157 Haushalte in 2000 Familien. Die Bevölkerungsdichte lag bei 1103,3/km². Es gab 3395 Wohngebäude, was einer Bebauungsdichte von 500,4/km² entsprach.
Die Bevölkerung bestand im Jahre 2000 aus 97,1 % Weißen, 0,8 % Afroamerikanern, 0,2 % Indianern, 0,2 % Asiaten und 0,9 % anderen. 0,7 % gaben an, von mindestens zwei dieser Gruppen abzustammen. 2,2 % der Bevölkerung bestand aus Hispanics, die verschiedenen der genannten Gruppen angehörten.
25,3 % waren unter 18 Jahren, 8,5 % zwischen 18 und 24, 28,9 % von 25 bis 44, 21,5 % von 45 bis 64 und 15,8 % 65 und älter. Das mittlere Alter lag bei 37 Jahren. Auf 100 Frauen kamen statistisch 891,1 Männer, bei den über 18-Jährigen 89,1.
Das mittlere Einkommen pro Haushalt betrug $36.279, das mittlere Familieneinkommen $48.024. Das durchschnittliche Einkommen der Männer lag bei $34.777, das der Frauen bei $22.296. Das Pro-Kopf-Einkommen belief sich auf $18.729. Rund 7,8 % der Familien und 10,8 % der Gesamtbevölkerung lagen mit ihrem Einkommen unter der Armutsgrenze.